# Kassandros
Kassandros (tiếng Hy Lạp: Κάσσανδρος Ἀντιπάτρου, Kassandros con trai của Antipatros; kh. 350 TCN – 297 TCN), còn gọi là Cassander trong ngôn ngữ hiện đại, ông là vua của Macedonia từ năm 305 đến 297 TCN, và là con trai của Antipatros. Ông là người sáng lập nên triều đại Antipatros.

## Lịch sử thời kì đầu
Tên của Kassandros xuất hiện lần đầu tiên trong sử cũ khi ông được cha là Antipatros sai vào hầu Alexandros Đại đế ở Babylonia năm 323 TCN, nhằm đảm bảo duy trì thời kì nhiếp chính của Antipatros ở Macedonia, mặc dù một giả thuyết sau này là Antipatros đã gửi Kassandros đến để đầu độc nhà vua. Theo Plutarchus, mối quan hệ giữa Alexandros với Antipatros rất xấu. Có lần khi đứng chầu, Kassandros thấy vài người Ba Tư quỳ sấp mặt trước Alexandros; Kassandros là người Hy Lạp không biết tập tục này nên đã cười phá lên. Alexandros giận lắm, dùng cả 2 tay túm tóc Kassandros và nện đầu ông vào tường. Lần khác, có người tố giác Antipatros mưu phản, Kassandros định cãi thì Alexandros ngắt lời: "Ý người là sao? Làm sao những người không bị hại lại đi được xa tít tắp như thế để đưa những lời cáo buộc phi lý?". Kassandros đáp chính việc họ rời xa Hy Lạp như thế cho thấy họ vô căn cứ, vì họ không ở gần Antipatros để thu được bằng chứng nào. Alexandros cười lớn: "Bọn đệ tử của Aristoteles quả là rất giỏi ngụy biện bào chữa 2 mặt của 1 lập luận. Nhưng nếu ngươi mà gây một tổn thương nhẹ nhất tới những người kia thì người chết với ta!". Từ đó Kassandros rất sợ Alexandros. Sau này, khi đã lên ngôi, Kassandros đi Delphi viếng các tượng thần, đến lúc thấy tượng Alexandros thì hãi hùng run rẩy, khó gượng dậy được.
Kassandros đã được coi là đầy tham vọng và vô đạo đức, và thậm chí cả các thành viên của gia đình ông đã trở nên xa lạ với ông ta. Ông đã được giảng dạy bởi nhà triết học Aristoteles ở trường Lyceum tại Hy Lạp.

## Thời kỳ sau
Khi Antipater sắp sửa mất trong năm 319 TCN, ông không chuyển giao quyền nhiếp chính của Macedonia cho Kassandros, mà là cho Polyperchon, có thể với mục đích gửi cảnh báo tới các diadochi khác vốn có những động thái rõ ràng đầy tham vọng với ngôi vị đế chế, nhưng có lẽ cũng vì muốn dập tắt những tham vọng riêng của Kassandros.
Cassander bác bỏ quyết định của cha mình, và ngay lập tức cùng với các triều đình của Antigonos, Ptolemaios và Lysimachos tạo lập một hiệp ước đồng minh. Trong một trận hải chiến với Polyperchon, Kassandros tiêu diệt hạm đội của ông này, và đặt Athens dưới sự kiểm soát của Demetrios của Phaleron. Sau chiến thắng này, Kassandros tự tuyên bố mình là nhiếp chính trong năm 317 TCN.
Sau thành công ngắn ngủi của Olympias khi chiếm lại được Macedonia và xử tử Philip III cùng trong năm, Kassandros đã thống lĩnh quân đội vây hãm bà ở Pydna. Hai năm sau đó, Macedonia thất thủ, Olympias đã bị giết; Kassandros cầm giữ Alexandros IV và Roxanne tại Amphipolis.
Để dọn đường lên ngôi vị chính thống, Kassandros kết giao với nhà Argead bằng việc kết hôn với người em gái cùng cha của Alexandros, Thessaloniki. Năm 312 TCN, Kassandros tuyên bố mình chính thức là vua của Macedonia. Sau đó, Kassandros đã cho đầu độc Alexandros IV và Roxanne trong năm 310 TCN hoặc năm sau đó. Chắc chắn, trong năm 309, Polyperchon sẽ bắt đầu tuyên bố Heracles là người thừa kế thực sự của Macedonia, tại thời điểm Kassandros hối lộ ông để cậu bé bị giết. Sau này, địa vị của Kassandros ở Hy Lạp và Macedonia đã được an toàn, và ông ta sẽ tự lập mình làm vua năm 305 TCN. Sau trận Ipsus năm 301 trước Công nguyên, trong đó Antigonus đã bị giết, ông đã không thể chối cãi về sự kiểm soát của ông đối với Macedonia. Tuy nhiên, ông đã có ít thời gian để chứng kiến những gì xảy ra, ông mất vì chứng thủng nước năm 297 trước Công nguyên.
Triều đại của Kassandros không tồn tại quá lâu sau cái chết của ông, với Philip con trai ông chết vì nguyên nhân tự nhiên, và hai người con trai khác của ông Alexander và Antipater tham gia vào một cuộc đấu tranh phá hoại triều đại cùng với mẹ của mình.

## Liên kết bên ngoài
- Tư liệu liên quan tới Cassander tại Wikimedia Commons
- Phả hệ của gia đình Kassandros